# 1991年の日本公開映画
- 映画 > 映画の一覧 > 年度別日本公開映画 > 1991年の日本公開映画
- 映画 > 1991年の映画 > 1991年の日本公開映画

1991年の日本公開映画（1991ねんのにほんこうかいえいが）では、1991年（平成3年）1月1日から同年12月31日までに日本で商業公開された映画の一覧を記載。作品名の右の丸括弧内は製作国を示す。
記載の凡例については年度別日本公開映画#凡例を参照

## 作品一覧

### 1月
- 11日
  - 狼が眠る街 ストリートハンター（ アメリカ合衆国）
  - 刑事ハマー カリブの熱い風 ( イタリア)
  - わが心のボルチモア（ アメリカ合衆国）
- 12日
  - 家族狂想曲（ アメリカ合衆国）
  - 獅子王たちの夏（ 日本）
  - ニキータ（ フランス）
- 15日
  - 大誘拐 RAINBOW KIDS（ 日本）
  - ヘンリー&ジューン/私が愛した男と女 ( アメリカ合衆国)
  - ワイルド・アット・ハート ( アメリカ合衆国)
- 18日
  - マイ・ブルー・ヘブン（ アメリカ合衆国）
- 19日
  - 戦場（ アメリカ合衆国）
  - タクシー・ブルース ( ソビエト連邦/ フランス)
  - 逃亡者（ アメリカ合衆国）
  - もういちど殺して ( アメリカ合衆国)
- 25日
  - エイリアンネーター ( イタリア)
  - パガニーニ・ホラー/呪いの旋律 ( イタリア)
  - パシフィック・ハイツ ( アメリカ合衆国)
  - プレデター2（ アメリカ合衆国）
  - ムーンリットナイト ( イタリア/ フランス)
- 26日
  - !［ai-ou］（ 日本）
  - アタメ ( スペイン)
  - 黄金の馬車 ( フランス/ イタリア)
  - 動天（ 日本）
  - 不思議惑星キン・ザ・ザ ( ソビエト連邦)
  - ふたりの女 ( イタリア)
  - ローズヒルの女 ( フランス/ スイス)

### 2月
- 1日
  - 彼女たちの舞台 ( フランス)
  - 昭和鉄風伝 日本海（ 日本）
  - われらの恋に雨が降る ( スウェーデン)
- 2日
  - 女の復讐 ( フランス)
  - 運命の逆転（ アメリカ合衆国）
  - 7/6 ソビエトのいちばん長い日 ( ソビエト連邦)
  - 膝と膝の間 ( 韓国)
  - フィレンツェの風に抱かれて（ 日本）
  - メトロポリタン（ アメリカ合衆国）
  - レプスキー絶体絶命/その男凶暴につき（ アメリカ合衆国）
- 8日
  - インド行きの船 ( スウェーデン)
  - エイリアン・コップ（ アメリカ合衆国）
  - スポンティニアス・コンバッション/人体自然発火（ アメリカ合衆国）
  - メンフィス・ベル ( アメリカ合衆国)
- 9日
  - 陽炎（ 日本）
  - 上方苦界草紙（ 日本）
  - 黒の過程 ( フランス)
  - 五月 夢の国 ( 韓国)
  - モ'・ベター・ブルース ( アメリカ合衆国)
  - 闇の中の音楽 ( スウェーデン)
  - ルーキー （ アメリカ合衆国）
  - ローマの奇跡 ( コロンビア/ スペイン)
- 15日
  - ルーキー ( アメリカ合衆国)
- 16日
  - エア★アメリカ（ アメリカ合衆国）
  - タキシード ( フランス)
  - 追憶のワルツ ( デンマーク)
  - デルタフォース2（ アメリカ合衆国）
  - バンカー・パレス・ホテル ( フランス)
  - ミザリー ( アメリカ合衆国)
  - リユニオン -再会-（ フランス/ ドイツ/ イギリス）
  - 私の愛したゴースト ( アメリカ合衆国)
- 22日
  - ウェンディの見る夢は（ オーストラリア）
  - ハリウッドにくちづけ（ アメリカ合衆国）
  - フラットライナーズ （ アメリカ合衆国）
  - MR.デスティニー（ アメリカ合衆国）
  - 牢獄 ( スウェーデン)
- 23日
  - 公園からの手紙 ( キューバ/ スペイン)
  - ベルト ( イタリア)
  - ホラー・スコープ（ アメリカ合衆国）
  - MOON44（ アメリカ合衆国）

### 3月
- 1日
  - マッチ工場の少女 ( フィンランド)
  - ハネムーンは無人島（ 日本）
- 2日
  - カブキマン （ アメリカ合衆国/ 日本）
  - ひなぎく ( チェコスロバキア)
  - 友は風の彼方に ( 香港）
  - セブンス・カース ( 香港)
- 8日
  - ゴッドファーザー PART III ( アメリカ合衆国)
  - アラクノフォビア ( アメリカ合衆国)
- 9日
  - ミュータント・タートルズ（ アメリカ合衆国）
  - コーヒー&シガレット2 ( アメリカ合衆国)
  - 素顔の貴婦人 ( フランス)
  - コントラクト・キラー ( フィンランド)
  - 希望の樹 ( ソビエト連邦)
  - プロジェクト・イーグル( 香港）
  - ドラえもん のび太のドラビアンナイト（ 日本・アニメ）
  - ドラミちゃん アララ♥少年山賊団（ 日本・アニメ）
  - 東映アニメフェア（ 日本・アニメ）
    - ドラゴンボールZ 超サイヤ人だ孫悟空
    - まじかる☆タルるートくん

  - うしろの正面だあれ（ 日本・アニメ）
- 15日
  - チャイルド・プレイ2 ( アメリカ合衆国)
- 16日
  - グッバイ・トゥモロー ( アメリカ合衆国)
  - 誰がビンセント・チンを殺したか? ( アメリカ合衆国)
  - 殺人カメラ ( イタリア)
  - 神の道化師、フランチェスコ ( イタリア)
  - 尋問 ( ポーランド)
  - ルーバ ( オランダ)
  - 掟 ( ブルキナファソ/ スイス/ フランス)
  - いつの日かこの愛を（ 香港）
  - 天河伝説殺人事件（ 日本）
  - 機動戦士ガンダムF91（ 日本・アニメ）
  - 武者・騎士・コマンド SDガンダム総出撃（ 日本・アニメ）
- 21日
  - ダークマン ( アメリカ合衆国)
  - ハバナ ( アメリカ合衆国)
  - クレイジー・ピープル ( アメリカ合衆国)
  - 愛と哀しみの旅路 ( アメリカ合衆国)
  - 侍女の物語 ( アメリカ合衆国/ ドイツ)
  - グラン・カジノ ( メキシコ)
  - 喪の仕事（ 日本）
- 23日
  - ナイト・ウォリアー ( アメリカ合衆国)
  - 天国に行けないパパ ( アメリカ合衆国)
  - クリミナル・ロウ ( アメリカ合衆国)
  - 900万ドルの脱獄囚 ( アメリカ合衆国)
  - ケルベロス-地獄の番犬（ 日本）
  - 北緯15°のデュオ（ 日本）
- 29日
  - スピリッツ・オブ・ジ・エア ( オーストラリア)
  - ナンズ・オン・ザ・ラン走れ!尼さん ( イギリス)
  - シェルタリング・スカイ ( イギリス)
  - アマゾンの秘宝/幻のエメラルド都市を求めて ( イタリア)
  - キラー・クロコダイル/怒りの逆襲 ( イタリア)
  - のんき大将 ( メキシコ)
  - いますぐ抱きしめたい（ 香港）

### 4月
- 5日
  - レナードの朝( アメリカ合衆国)
  - アンボンで何が裁かれたか( オーストラリア)
  - ワールド・アパートメント・ホラー( 日本)
- 6日
  - ジェイコブス・ラダー( アメリカ合衆国)
  - スキンレスナイト( 日本)
- 12日
  - リトル★ダイナマイツ/ベイビー・トークTOO( アメリカ合衆国)
- 13日
  - ナイトウィッシュ( アメリカ合衆国)
  - ハードウェア( アメリカ合衆国/ イギリス)
  - 恋人たちのパリ( アメリカ合衆国/ フランス)
  - 追憶の旅( イタリア)
  - アモーレ( イタリア)
  - 幻影は市電に乗って旅をする( メキシコ)
  - 鬼喰う鬼( 香港)
  - シャイなあんちくしょう( 日本)
  - 恋のカウントダウン( 日本/ 香港)
- 19日
  - 愛がこわれるとき( アメリカ合衆国)
  - プロブレム・チャイルド/うわさの問題児( アメリカ合衆国)
  - 愚か者の日( 西ドイツ)
- 20日
  - ダニエルばあちゃん( フランス)
  - ライオンと呼ばれた男( フランス/ ドイツ)
  - エマ( デンマーク)
  - アーティフィシャル・パラダイス( ユーゴスラビア)
  - ナサリン( メキシコ)
  - いつでも夢を( プエルトリコ)
  - 過ぎゆく時の中で ( 香港)
  - ラスト・フランケンシュタイン( 日本)
  - 仔鹿物語( 日本)
  - グッバイ・ママ( 日本)
- 26日
  - イントルーダー 怒りの翼( アメリカ合衆国)
  - ロビン・フッド( イギリス)
- 27日
  - ラルフ一世はアメリカン( アメリカ合衆国)
  - 兜 KABUTO( アメリカ合衆国/ イギリス/ 日本)
  - キング・オブ・ニューヨーク( イタリア/ アメリカ合衆国)
  - ハード・ウェイ( アメリカ合衆国)
  - 英国式庭園殺人事件( イギリス)
  - シラノ・ド・ベルジュラック( フランス/ ハンガリー)
  - コップ・ターゲット/狼たちの牙( イタリア)
  - 怒りのタッチダウン/人質奪回作戦( イタリア)
  - ジプシーのとき( ユーゴスラビア)
  - ゼロシティ( ソビエト連邦)
  - ざくろの色( ソビエト連邦)
  - フィガロ・ストーリー( 日本/ オランダ/ フランス/ アメリカ合衆国)
  - ストロベリーロード( 日本)
  - 渋滞( 日本)

### 5月
- 3日
  - 悲しみよさようなら（ アメリカ合衆国）
  - ハートに火をつけて（ アメリカ合衆国）
  - ファーアウトマンだ! （ アメリカ合衆国）
  - 恋はワインの香り（ アメリカ合衆国/ フランス）
  - グレゴリーズ・ガール ( イギリス)
- 11日
  - ストリート・ソルジャー/炎の逆襲（ アメリカ合衆国）
  - ミッドナイト・エンジェル/恐怖の連続殺人（ アメリカ合衆国）
  - ヒルコ 妖怪ハンター（ 日本）
  - ふたり（ 日本）
  - キスより簡単2 漂流編（ 日本）
  - カレンダー if,just now. （ 日本）
- 17日
  - 秋のミルク ( 西ドイツ)
  - 仮面の告白 ( オーストラリア)
- 18日
  - ダンス・ウィズ・ウルブズ ( アメリカ合衆国)
  - 生きるために（ アメリカ合衆国）
  - グノーム/ボクの素敵なパートナー（ アメリカ合衆国）
  - 対決（ アメリカ合衆国）
  - 彼はメイド・イン・パリ（ アメリカ合衆国/ フランス）
  - マニフェスト ( アメリカ合衆国/ ユーゴスラビア)
  - マニカの不思議な旅 ( フランス/ スイス)
  - インディア ( イタリア/ フランス)
  - おいしい結婚（ 日本）
- 24日
  - キャデラック・マン ( アメリカ合衆国)
- 25日
  - ロシア・ハウス （ アメリカ合衆国）
  - ステート・オブ・グレース（ アメリカ合衆国）
  - ペンタグラム/悪魔の烙印（ アメリカ合衆国）
  - スキャナーズ2 （ アメリカ合衆国）
  - サインズ・オブ・ライフ（ アメリカ合衆国)
  - バスケット・ボーイ/ピート・マラヴィッチの青春（ アメリカ合衆国）
  - マニアックコップ2 （ アメリカ合衆国）
  - ハッピーエンドの物語（ 日本）
  - 八月の狂詩曲 （ 日本）
- 27日
  - ロードキル （ カナダ）
- 31日
  - 夢二 （ 日本）

### 6月
- 1日
  - ミラーズ・クロッシング（ アメリカ合衆国）
  - スターダスト ( イギリス)
  - 白い婚礼 ( フランス)
  - かごの中の子供たち ( フランス)
  - アロンサンファン/気高い兄弟 ( イタリア)
  - テラコッタ・ウォリア 秦俑 ( 中国/ 香港)
  - 神さまこんにちは ( 韓国)
  - 咬みつきたい（ 日本）
  - 真夏の地球（ 日本）
- 7日
  - 推定無罪（ アメリカ合衆国）
  - 哀しみのアレクシーナ ( フランス)
- 8日
  - 死の標的（ アメリカ合衆国）
  - ニュー・ジャック・シティ（ アメリカ合衆国）
  - ドアーズ（ アメリカ合衆国）
  - ホット・スポット（ アメリカ合衆国)
  - バート・レイノルズ/ブレイキング・イン（ アメリカ合衆国）
  - ミラクルマスター II/L.A.時空大戦（ アメリカ合衆国)
  - ブロス/やつらはときどき帰ってくる（ アメリカ合衆国）
  - エイリアン・ウォーズ（ カナダ）
  - インド夜想曲 ( フランス)
  - ワイルド・ブリット ( 香港)
- 14日
  - 羊たちの沈黙（ アメリカ合衆国）
  - スプレンドール ( イタリア/ フランス)
  - アシク・ケリブ ( ソビエト連邦)
- 15日
  - エタニティ/永遠の愛（ アメリカ合衆国）
  - セルゲイ・パラジャーノフ ある肖像 ( フランス)
  - 蝿の王 ( イギリス)
  - 新極道の妻たち（ 日本）
- 21日
  - 恋のためなら（ アメリカ合衆国）
- 22日
  - ホーム・アローン（ アメリカ合衆国）
  - ブルージーン・コップ（ アメリカ合衆国）
  - 地獄の女アンドロイド（ アメリカ合衆国）
  - スティーヴン・キング/地下室の悪夢（ アメリカ合衆国）
  - 復讐のキリマンジャロ（ アメリカ合衆国/ イタリア)
  - 就職戦線異状なし（ 日本）
  - あさってDANCE （ 日本）
  - らせんの素描（ 日本）
- 28日
  - 黄昏のチャイナタウン（ アメリカ合衆国）
  - ホワイ・ミー? （ アメリカ合衆国）
  - 虚栄のかがり火 （ アメリカ合衆国）
  - こうもりが飛ぶ前に… ( ハンガリー)
- 29日
  - Mｙベスト・フレンズ（ アメリカ合衆国）
  - キンダガートン・コップ （ アメリカ合衆国）
  - ローゼンクランツとギルデンスターンは死んだ ( イギリス)
  - ザ・クレイズ 冷血の絆 ( イギリス)
  - ドッグ・イン・パラダイス ( イタリア/ スペイン)
  - ポリゴン ( ソビエト連邦)
  - 激走トラッカー伝説（ 日本）
  - ふしぎの海のナディア 劇場用オリジナル版（ 日本・アニメ）
  - 電影少女（ 日本）

### 7月
- 1日
  - 金日成のパレード 東欧の見た“赤い王朝” ( ポーランド)
- 2日
  - アンディ・ウォーホル/スーパースター（ アメリカ合衆国）
- 5日
  - ありふれた愛のストーリー ( フランス/ 西ドイツ)
  - オスカー ( アメリカ合衆国)
- 6日
  - 狼たちの絆 ( 香港)
  - 殺しの外交特権（ アメリカ合衆国）
  - 達磨はなぜ東へ行ったのか ( 韓国)
  - チェルノブイリ黙示録 ( ソビエト連邦)
  - デスストーカー/最後の戦い（ アメリカ合衆国）
  - 幕末純情伝（ 日本）
  - バックドラフト（ アメリカ合衆国）
  - ぼくらの七日間戦争2（ 日本）
- 12日
  - ゴッホ（ イギリス/ フランス/ オランダ）
- 13日
  - 今夜はトーク・ハード ( アメリカ合衆国)
  - 殺人がいっぱい( 日本)
  - シザーハンズ（ アメリカ合衆国）
- 19日
  - 絶叫屋敷へいらっしゃい ( アメリカ合衆国)
  - ロビン・フッド ( アメリカ合衆国)
- 20日
  - 厚化粧の女 ( フランス)
  - お家に帰りたい ( フランス)
  - 狼たちの絆 ( 香港)
  - おもひでぽろぽろ（ 日本・アニメ）
  - ガンバとカワウソの冒険（ 日本・アニメ）
  - クライ・ベイビー （ アメリカ合衆国）
  - けろけろけろっぴの三銃士（ 日本・アニメ）
  - スラム砦の伝説 ( ソビエト連邦)
  - 聖戦 ( 香港)
  - それいけ! アンパンマン とべ! とべ! ちびごん（ 日本・アニメ）
  - 東映アニメフェア（ 日本・アニメ）」
    - ドラゴンクエスト ダイの大冒険
    - ドラゴンボールZ とびっきりの最強対最強
    - まじかる☆タルるートくん 燃えろ!友情の魔法大戦

  - 花のズッコケ児童会長( 日本)
  - ハローキティ 魔法の森のお姫さま（ 日本・アニメ）
  - マイ・プライベート・アイダホ（ アメリカ合衆国）
  - ミスターフロスト（ イギリス/ フランス）
  - たあ坊の龍宮星大探検 （ 日本・アニメ）
  - リトル・マーメイド（ アメリカ合衆国・アニメ）
  - わんぱく離婚同盟 ( フランス)
- 25日
  - いつか見た風景 ( イタリア)
- 26日
  - グリーン・カード ( アメリカ合衆国)
- 27日
  - エンジェル・アット・マイ・テーブル ( ニュージーランド)
  - 自由はパラダイス ( ソビエト連邦)
  - ツルモク独身寮 ( 日本)
  - デスロック/戦略ガス兵器を追え!（ アメリカ合衆国）
  - ピロスマニのアラベスク ( ソビエト連邦)
  - メルシー・ラ・ヴィ ( フランス)

### 8月
- 1日
  - ゴースト・パパ ( アメリカ合衆国)
- 2日
  - ビーチバレーに賭けた夏（ アメリカ合衆国）
  - ブルーラグーン （ アメリカ合衆国）
- 3日
  - 生きてる限り僕は負けない ( 台湾)
  - チェッキング・アウト（ アメリカ合衆国）
  - パンク・ロック・ムービー( イギリス)
- 9日
  - アメリカン・ストーリーズ/食事・家族・哲学（ アメリカ合衆国）
- 10日
  - あいつ( 日本)
  - カジノ・レイダース ( 香港)
  - キックボクサー2 （ アメリカ合衆国）
  - トイ・ソルジャー（ アメリカ合衆国）
  - ラスト・ショー2 （ アメリカ合衆国）
- 17日
  - アルスラーン戦記（ 日本・アニメ）
  - ガイバー（ 日本/ アメリカ合衆国）
  - サイレントメビウス（ 日本・アニメ）
  - ハウス・パーティ（ アメリカ合衆国）
  - 保護なき純潔 ( ユーゴスラビア)
- 20日
  - アイアン・トライアングル（ アメリカ合衆国)
- 22日
  - ファースト・デート ( 台湾/ アメリカ合衆国)
- 23日
  - Mr.エンジェル/神様の賭け（ アメリカ合衆国）
  - 令嬢ターニャ ( ソビエト連邦/ スウェーデン)
- 24日
  - 殺意のサン・マルコ駅 ( イタリア)
  - サマー・シュプール（ アメリカ合衆国）
  - タイムボンバー（ アメリカ合衆国）
  - ターミネーター2（ アメリカ合衆国）
  - 背徳の仮面 ( イギリス)
  - 福沢諭吉 ( 日本)
  - プロヴァンス物語 マルセルの夏 ( フランス)
  - 僕の無事を祈ってくれ ( ソビエト連邦)
  - 真夏の少年 ( 日本)
  - ローラーボーイズ（ アメリカ合衆国）
- 31日
  - アリゲーター2 （ アメリカ合衆国）
  - イン・ベッド・ウィズ・マドンナ （ アメリカ合衆国）
  - シャボン泥棒 ( イタリア)
  - 代打教師 秋葉、真剣です! ( 日本)
  - 波の数だけ抱きしめて ( 日本)
  - ブルースに抱かれて（ カナダ）

### 9月
- 1日
  - 愛の調書、又は電話交換手失踪事件 ( ユーゴスラビア)
- 2日
  - スーパーフライ（ アメリカ合衆国）
  - 訴訟 （ アメリカ合衆国）
- 7日
  - スウィッチ/素敵な彼女? （ アメリカ合衆国）
  - ストーン・コールド（ アメリカ合衆国）
  - ジャーニー・オブ・ホープ ( スイス)
  - ハムレット （ アメリカ合衆国）
- 9日
  - バロック ( スペイン/ キューバ)
- 13日
  - 新・同棲時代 ( 日本)
- 14日
  - 風の中の恋人たち ( イギリス/ フランス)
  - キャット・チェイサー（ アメリカ合衆国）
  - グリフターズ/詐欺師たち（ アメリカ合衆国）
  - コルチャック先生 ( ポーランド/ ドイツ)
  - 新・桑の葉 ( 韓国)
  - スリーメン&リトルレディ（ アメリカ合衆国）
  - 戦争と青春 ( 日本)
  - バカヤロー!4 YOU! お前のことだよ ( 日本)
  - 老人Z（ 日本・アニメ）
  - ワンルーム・ストーリー ( 日本)
- 15日
  - 人間は鳥ではない ( ユーゴスラビア)
- 20日
  - ナスティ・ガール ( 西ドイツ)
- 21日
  - F/X2 イリュージョンの逆転（ アメリカ合衆国）
  - 結婚記念日（ アメリカ合衆国）
  - 死の接吻（ アメリカ合衆国）
  - ネイキッド・タンゴ（ アメリカ合衆国）
  - ハドソン・ホーク（ アメリカ合衆国）
  - ビルとテッドの地獄旅行（ アメリカ合衆国）
  - 満月 MR.MOONLIGHT ( 日本)
- 23日
  - 亡霊の檻 ( オーストラリア)
- 28日
  - キラーハンド（ アメリカ合衆国）
  - 泣きぼくろ ( 日本)
  - パリスbyナイト ( イギリス)
  - 不倫への招待2/ジプシー・エマ ( 韓国)
  - レッドダスト ( 香港)

### 10月
- 5日
  - 愛に関する短いフィルム ( ポーランド)
  - アウト・フォー・ジャスティス（ アメリカ合衆国）
  - 遊びの時間は終らない ( 日本)
  - イカれたロミオに泣き虫ジュリエット ( 西ドイツ/ スイス)
  - 撃てばかげろう ( 日本)
  - ザンダリーという女（ アメリカ合衆国）
  - ドク・ハリウッド（ アメリカ合衆国）
  - 無秩序な少女 ( フランス)
  - RIKI-OH/力王 ( 香港)
- 10日
  - アイアン・メイズ/ピッツバーグの幻想 ( アメリカ合衆国/ 日本)
  - K2/ハロルドとテイラー（ アメリカ合衆国）
  - ソープディッシュ（ アメリカ合衆国)
  - 天国への300マイル ( ポーランド/ デンマーク/ フランス)
  - 略奪愛 ( 日本)
- 12日
  - 悪魔のいけにえ3 レザーフェイス逆襲 （ アメリカ合衆国）
  - 悪魔の毒々ハイスクール2/ヒューマノイド・パニック （ アメリカ合衆国）
  - 恋する人魚たち（ アメリカ合衆国）
  - テネシー・ナイツ（ アメリカ合衆国）
  - パッション・ベアトリス ( フランス/ イタリア)
  - ハートブルー（ アメリカ合衆国）
  - ポップコーン（ アメリカ合衆国）
  - 息子( 日本)
  - メル・ブルックス/逆転人生（ アメリカ合衆国）
  - 雪のコンチェルト（ 日本）
- 18日
  - 客途秋恨（ 香港/ 台湾）
- 19日
  - あの夏、いちばん静かな海。 ( 日本)
  - オーメン4（ アメリカ合衆国）
  - スウィーティー ( オーストラリア)
  - スプラッター殺人事件/クレイジー・コップ（ アメリカ合衆国）
  - デルタフォース3（ アメリカ合衆国）
  - テルマ&ルイーズ（ アメリカ合衆国）
  - トムとローラ ( フランス)
  - プラスティック・ナイトメア/仮面の情事（ アメリカ合衆国）
  - プリンス・マルコ/地中海の標的（ アメリカ合衆国）
  - ミーティング・ヴィーナス ( イギリス)
- 26日
  - アリス（ アメリカ合衆国）
  - ソウルの虹 ( 韓国)
  - ダリ天才日記 ( スペイン/ イタリア)

### 11月
- 1日
  - 遺言 ( ユーゴスラビア)
- 2日
  - 愛を殺さないで ( アメリカ合衆国)
  - インディアン・ランナー ( アメリカ合衆国)
  - うる星やつら いつだってマイ・ダーリン（ 日本・アニメ）
  - 心の旅( アメリカ合衆国)
  - 少年たち/『カラマーゾフの兄弟』より ( ソビエト連邦)
  - 真実の瞬間 ( アメリカ合衆国)
  - 訴訟 ( アメリカ合衆国)
  - 東京の休日 （ 日本）
  - 波羅羯諦 ハラギャティ ( 韓国)
  - 冬の旅 ( フランス)
  - ボイジャー ( アメリカ合衆国/ フランス/ ドイツ/ ギリシャ)
  - 無能の人 （ 日本）
  - ラジオタウンで恋をして ( アメリカ合衆国)
  - らんま1/2 中国崑崙大決戦!掟やぶりの決闘篇!!（ 日本・アニメ）
- 9日
  - あなたに恋のリフレイン ( アメリカ合衆国)
  - イヤー・オブ・ザ・ガン ( アメリカ合衆国)
  - クリシーの静かな日々 ( フランス/ イタリア/ 西ドイツ)
  - ゲット・バック ( イギリス)
  - DANGEROUS WOMAN/もう誰も殺せない ( イタリア)
  - ブライダルシャワー ( イギリス)
  - ミス・ファイヤークラッカー ( アメリカ合衆国)
- 11日
  - ヌーヴェルヴァーグ ( フランス/ スイス)
- 15日
  - アタラント号 ( フランス)
- 16日
  - 安達が原（ 日本・アニメ）
  - EVE -イヴ- ( アメリカ合衆国)
  - ウィンドウォーカー ( アメリカ合衆国)
  - Kikuchi菊池（ 日本）
  - スティグマ/邪神降臨 ( アメリカ合衆国)
  - チャイルド・プレイ3 ( アメリカ合衆国)
  - 超少女REIKO （ 日本）
  - パウワウ・ハイウェイ ( アメリカ合衆国/ イギリス)
  - ハロー張りネズミ（ 日本）
  - ペンデュラム/悪魔のふりこ ( アメリカ合衆国)
  - 真夜中の恋愛論 ( フランス)
  - モーツァルト/青春の日々 ( イタリア)
  - よるべなき男の仕事・殺し（ 日本）
  - ライオンハート ( アメリカ合衆国)
  - 私がウォシャウスキー( アメリカ合衆国)
- 19日
  - 極道戦争 武闘派（ 日本）
- 22日
  - エバラ家の人々（ 日本）
  - ガッデム!! （ 日本）
  - ムンク・愛のレクイエム ( ノルウェー/ スウェーデン)
- 23日
  - 愛しい人が眠るまで ( アメリカ合衆国)
  - 風、スローダウン（ 日本）
  - ご挨拶（ 日本）
  - ジャンクウォーズ2035 ( アメリカ合衆国)
  - 必殺!5 黄金の血（ 日本）
  - 暴走スプラッターマシーン ( アメリカ合衆国)
  - マネキン2 ( アメリカ合衆国)
  - 夢のバスにのって ( ペルー)
- 25日
  - 王手（ 日本）
- 26日
  - 解放者マサリィク ( チェコスロバキア)
- 30日
  - キリングストリート ( イギリス)
  - サンダウン ( アメリカ合衆国)
  - ダニー/ぼくらは世界一の名コンビ! ( アメリカ合衆国)
  - マクベイン ( アメリカ合衆国)
  - ミスター&ミセス・ブリッジ ( アメリカ合衆国)

### 12月
- 3日
  - パネルストーリー ( チェコスロバキア)
- 6日
  - 盗馬賊 ( 中国)
- 7日
  - ロケッティア ( アメリカ合衆国)
  - 殺人課 ( アメリカ合衆国)
  - レネゲイズ( アメリカ合衆国)
  - 新・アリババ/魔法大冒険 ( 台湾)
  - Missゴースト ( 台湾)
  - ファンキー・モンキー・ティーチャー ( 日本)
  - 四万十川 ( 日本)
- 13日
  - ロック青年 ( 中国)
- 14日
  - モブスターズ/青春の群像 ( アメリカ合衆国)
  - カーリー・スー ( アメリカ合衆国)
  - ナイト・オブ・ザ・リビングデッド/死霊創世紀 ( アメリカ合衆国)
  - 愛の選択 ( アメリカ合衆国)
  - ホット・ショット ( アメリカ合衆国)
  - ミシシッピー・マサラ ( アメリカ合衆国)
  - ピール ( オーストラリア)
  - キツツキはいない ( オーストラリア)
  - 彼女の時間割 ( オーストラリア)
  - あの愛をもういちど ( 香港)
  - ゴジラvsキングギドラ（ 日本）
  - 江戸城大乱（ 日本）
  - 12人の優しい日本人 ( 日本)
  - 曼荼羅 若き日の弘法大師・空海 ( 日本/ 中国)
  - 有閑倶楽部 香港より愛をこめて( 日本)
- 16日
  - うみ・そら・さんごのいいつたえ （ 日本）
- 20日
  - ぼくの美しい人だから ( アメリカ合衆国)
- 21日
  - 夢の降る街 ( アメリカ合衆国)
  - ネオン・エンパイア ( アメリカ合衆国)
  - ラスト・ボーイスカウト ( アメリカ合衆国)
  - ケープ・フィアー ( アメリカ合衆国)
  - おつむて・ん・て・ん・クリニック ( アメリカ合衆国)
  - ギムリ・ホスピタル ( カナダ)
  - ボブ・マーリィ/TIME WILL TELL ( イギリス)
  - グランパ すてきなおじいちゃん ( イギリス)
  - プロスペローの本 ( イギリス/ フランス)
  - ザ・コミットメンツ ( アイルランド)
  - プロヴァンス物語 〜マルセルのお城 ( フランス)
  - 愛を止めないで ( フランス)
  - 髪結いの亭主 ( フランス)
  - 木洩れ日 ( フランス)
  - デリカテッセン ( フランス)
  - ピストルと少年 ( フランス)
  - トト・ザ・ヒーロー ( フランス)
  - ぞうのババール ( フランス/ カナダ・アニメ)
  - 無防備都市/ベイルートからの証言 ( フランス/ イタリア/ ベルギー)
  - アマゾネス・プリズン ( イタリア/ スペイン)
  - 鳥たちの戦争 ( デンマーク)
  - ゼイラム （ 日本）
- 23日
  - 男はつらいよ 寅次郎の告白（ 日本）
  - 釣りバカ日誌4（ 日本）
  - 必殺!5 黄金の血（ 日本）
- 28日
  - カプチーノ街から来た人 ( ソビエト連邦)
  - はいすくーる仁義（ 日本）